# جنبش میهنی آزاد
جنبش میهنی آزاد (به عربی: التیار الوطنی الحر), که با نام جنبش عونی (به عربی: التیار العونی) نیز شناخته می‌شود، یکی از احزاب سیاسی لبنان است. این حزب در سال ۱۹۹۴ توسط میشل عون تأسیس شده و هم‌اکنون توسط داماد او جبران باسیل رهبری می‌شود.
این حزب حقوق مهاجران لبنانی و سقف حداقل دستمزد را به نسبت بالایی ارتقا بخشیده است. محبوبیت این حزب در جامعه مسیحی لبنان بسیار زیاد است.

## ایدئولوژی
جنبش میهنی آزاد دنباله رو ایدئولوژی ناسیونالیسم مسیحی است.